# Cầu Cỏ May
Cầu Cỏ May là một cây cầu bắc qua sông Cỏ May trên Quốc lộ 51, nối liền hai thành phố Bà Rịa và Vũng Tàu thuộc tỉnh Bà Rịa – Vũng Tàu, Việt Nam.
Cầu nằm cách trung tâm thành phố Vũng Tàu khoảng 20 km và cách trung tâm thành phố Bà Rịa khoảng 5 km. Trước khi cầu Cửa Lấp được đưa vào sử dụng năm 2004, cầu Cỏ May là cây cầu duy nhất kết nối với thành phố Vũng Tàu.

## Lịch sử

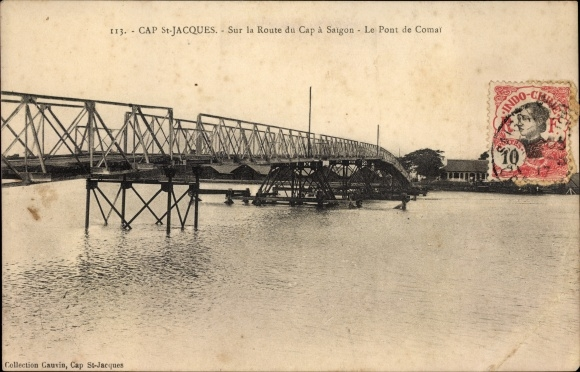
Cầu Cỏ May trên một tấm bưu thiếp in năm 1917

Sau khi thành lập đô thị tự trị Cap Saint Jacques trên bán đảo Vũng Tàu ngày nay, người Pháp đã thiết lập một hệ thống cơ sở hạ tầng để phục vụ du lịch và quân sự.
Năm 1898, họ đã xây dựng một chiếc cầu sắt trên tuyến đường độc đạo nối Vũng Tàu và Bà Rịa, khi đó là làng Phước Lễ.
Những ngày cuối cùng của chiến dịch Hồ Chí Minh, cầu Cỏ May là nơi diễn ra một trận đánh lớn trên tuyến đường vào Vũng Tàu, và là một phòng tuyến quan trọng của Quân lực Việt Nam Cộng hòa tại Vũng Tàu. Để ngăn chặn bước tiến của Sư đoàn 3 Quân đội nhân dân Việt Nam, thủy quân lục chiến VNCH đã đánh sập cầu. Địa hình hiểm trở của bờ sông đã giúp nhóm binh sĩ VNCH cổ thủ ở đây kiềm giữ trong 2 ngày và gây thương vong lớn cho đối phương.
Sau ngày thống nhất, cầu đã được xây dựng lại. Sau đó, năm 1999, khánh thành thêm một cầu song song (Cỏ May II) bên cạnh.
Năm 2017, Ủy ban nhân dân tỉnh Bà Rịa-Vũng Tàu triển khai dự án chỉnh trang kiến trúc cầu. Theo đó cầu sẽ được gắn một vòm thép trang trí với hình dáng chim hải âu cách điệu và đèn LED phát sáng mỹ thuật nhằm tạo điểm nhấn du lịch cho Vũng Tàu.
Năm 2023, dự án khánh thành sau 4 năm thi công với số vốn 115 tỷ đồng.

## Thông số kỹ thuật
Cầu có chiều dài 258 m, chiều rộng 30 m, gồm hai nhánh cầu nằm song song với nhau.
- Tổng chiều dài hai nhánh cầu là 453 m.Ảnh cầu sắt Cỏ May năm 1968

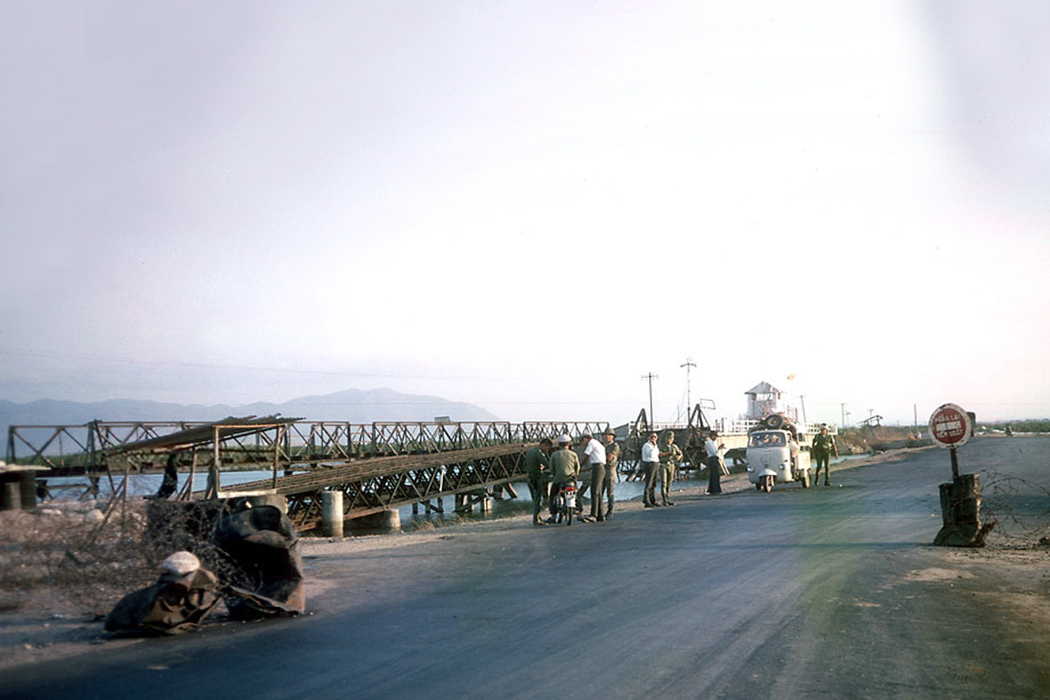
Ảnh cầu sắt Cỏ May năm 1968

- Tổng chiều dài cả đường dẫn là 1.800 m
- Chiều rộng: 25,7 m
- Chiều rộng lòng đường: 13,70 m
- Đường ô tô 2 làn: 8,50 m
- Đường người đi bộ và gia cố: 2,5 m + 1,5 m = 4.0 m

Đây là dự án giao thông đầu tiên được xây dựng theo hình thức BOT (xây dựng - kinh doanh - chuyển giao). Hợp đồng BOT xây dựng cây cầu này được ký kết giữa Công ty TNHH Hải Châu và Cục đường bộ Việt Nam.
Công trình được khai thác thương mại trong 145 tháng, bắt đầu từ ngày 19 tháng 6 năm 1999 và kết thúc vào ngày 18 tháng 7 năm 2011.